# 飓风巴里
飓风巴里（英語：Hurricane Barry）是1983年大西洋飓风季的第4个热带低气压、第2场获得命名的风暴和第2场飓风。系统源于8月23日的一股东风波，在佛罗里达州近海迅速增强，达到风速每小时95公里的第一波强度高峰。但由于风切变增多，气旋又减弱成热带低气压，再于次日早上从佛罗里达州墨尔本附近登陆。巴里朝接近正西方向移动，强度得以恢复，于8月28日升级成飓风。当晚，气旋以最高强度从墨西哥北部沿海地区登陆，然后就开始快速弱化，于次日消散。
受飓风影响，墨西哥北部有数以百计的民居被毁，导致400余人无家可归，但没有任何报道表明风暴曾造成人员丧生，损失数额也缺乏统计。此外，气旋对美国的影响很小。

## 气象历史
1983年8月13日，一股东风波离开非洲西海岸向西北偏西方向移动，由于大西洋盆地存在强烈风切变，系统起初无法得到显著发展，关联的对流也很少。8月22日逼近巴哈马期间，有上层低压槽逐渐同系统拉开距离，风切变因此减少。扰动天气进入后，系统催生出低气压区并得到强化。8月23日，低气压区的组织已有显著改善，美国国家飓风中心因此将之归类为本季第四号热带低气压。当晚，低气压迅速增强成热带风暴并获名“巴里”（Barry）。成为热带风暴约12小时后，巴里的风速达到每小时95公里，登上第一波强度高峰。
气旋接下来开始向西侧的佛罗里达州中部逼近，但由于风切变逐渐增多，系统随即减弱。8月25日，美国国家飓风中心又把巴里降级成热带低气压。8月24日，系统以风力时速55公里强度从佛罗里达州墨尔本附近登陆。经过佛罗里达州后，低气压在强烈上层气流的影响下朝西南偏西方向前进。8月27日，由于行经洋面风切变减少，外界环境更趋利好，巴里的结构已有显著改善，因此在墨西哥湾中部再度升级成热带风暴。气旋朝几乎正西方向逼近墨西哥，组织结构继续加强。协调世界时次日中午12点，巴里在德克萨斯州布朗斯维尔东南方向约120公里海域升级成飓风。风暴继续增强，以风力时速130公里的最高强度从布朗斯维尔东南偏南方向约55公里处登陆。进入陆地上空后，气旋迅速弱化，次日便在墨西哥北部上空消散。

## 防灾措施

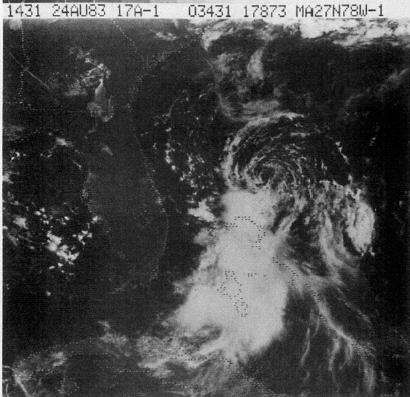
8月24日，位于佛罗里达州近海的热带风暴巴里

### 美国
面对风暴威胁，佛罗里达州和德克萨斯州沿海地区接获多份热带气旋警告或观察预警。8月24日下午19点，佛罗里达州丘比特入口殖民地到萨凡纳之间地区首先接获烈风警告。次日，圣奥古斯汀（St. Augustine）到萨凡纳之间的烈风警告中止。8月27日，德克萨斯州布朗斯维尔到奥康纳港（Port O'Connor）之间区域收到烈风警告，再随巴里增强而在数小时后升级成飓风警告，警告范围还延伸到曼斯菲尔德（Mansfield），直到8月28晚中止。为防万一，南帕诸岛（South Padre Island）有4000余人撤离。随着飓风逼近，努埃塞斯县的阿兰萨斯港（Port Aransas）多个海滩在8月27日有数千人疏散。估计布朗斯维尔有约700人前往避难所暂避，哈灵根另有约800人躲进充当临时避难所的学校，哈灵根此外还有2000居民撤离。卡梅伦县的圣贝尼托（San Benito）、圣罗莎（Santa Rosa）和洛斯弗雷斯诺斯（Los Fresnos）均有开设避难所。此外，墨西哥湾还有多个石油平台疏散。

### 墨西哥
位于德克萨斯州以南的墨西哥塔毛利帕斯州马塔莫罗斯市经广播向市民发布飓风逼近的消息，许多人离开沿海村落前往内陆。面对风暴威胁，墨西哥政府还将警戒级别提升到三级。

## 影响和善后

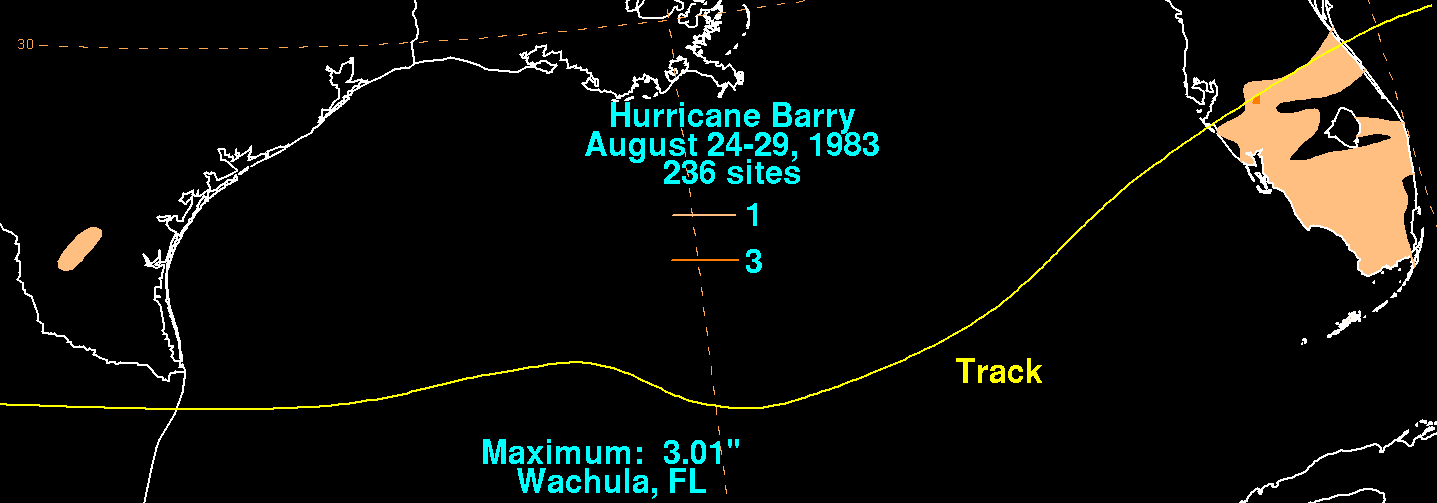
巴里在美国的降水分布

### 美国
奥基乔比湖周边地区的降雨量约为25毫米，奥兰多周边地区则有76.2毫米，迈阿密地区也是25毫米。沃楚拉巴里在美国产生降水最多的所在，达76.5毫米。基韦斯特降下38.1毫米雨量，导致多条排水不畅的道路被淹。巴里还对挑战者号航天飞机的发射构成影响，任务原订于8月30日启动。美国国家航空航天局没有足够的时间赶在风暴来袭前将航天飞机运回机库，所以挑战号最终是停在发射台上经受气旋洗礼。德克萨斯州只有圣安东尼奥周边因巴里降下约25毫米雨量。该州海岸沿线的浪高比正常水平高0.3至0.6米，造成一定程度的海滩侵蚀。南帕诸岛近海的阵风时速超过85公里，布朗斯维尔附近可能出现龙卷风，导致多条输电线缆中断，约有6000人因此失去供电。

### 墨西哥
没有任何报道表明巴里曾造成人员伤亡，但飓风还是导致墨西哥数百户民居被毁，另有30艘渔船沉没，导致400余人流离失所，捕虾网受到严重破坏，该国多个渔村测得0.9至1.2米的风暴潮。风暴产生的降水缓解了墨西哥北部部分地区的旱情，梅斯基塔尔（El Mezquital）有至少10人无家可归。圣特雷莎（Santa Teresa）有多户民房受到一定程度破坏，但还不至被毁。有一名孩童被破碎窗户的玻璃割伤。风暴过去后，军方领导人领导医疗队前往塔毛利帕斯州评估破坏程度。